# ゲイ・ナインティーズ
ゲイ・ナインティーズ（英語: Gay Nineties、陽気な90年代）とは、アメリカの懐古的な用語で、1890年代の10年間を指すアメリカの時代区分である。イギリスでは同じ年代をノーティー・ナインティーズ（Naughty Nineties、いたずらな90年代）と呼び、オーブリー・ビアズリーの退廃的な芸術、オスカー・ワイルドのウィットに富んだ戯曲、社会のスキャンダル、サフラジェット運動の始まりなどの10年間を指す。
その名前にもかかわらず、実際にはこの10年間は経済危機に見舞われ、1893年恐慌は、1896年まで続いた米国の広範な不況を引き起こし、その状況は大きく悪化した。

## 語源
ゲイ・ナインティーズという言葉は、1920年代にアメリカで使われるようになったもので、アーティストのリチャード・V・カルターによって作られたと考えられている。カルターは、『ライフ』誌に"the Gay Nineties"と題した一連の絵を発表し、後に同名の絵画集を出版した。この「ゲイ」という言葉は、本来の「陽気な、快活な、楽しそうな」などといった意味であり、同性愛を意味する現代的な用法に由来するものではない。

## 歴史
イーディス・ウォートンやブース・ターキントンらの小説には、世襲財産（オールド・マネー）による裕福な上流階級の生活が記録されている。1920年代までには、1890年代は、所得税導入前の富の時代としてノスタルジックに見られていた。鉄道の普及、アメリカ南部の農業不況、南米市場やカリブ海地域でのアメリカの優位性などから、ニューイングランドの産業家たちは非常にうまくいっていたように見えた。
また、1890年代のポピュラーソングの著名な作曲家ジョー・ハワードが司会を務めた、1930年代のノスタルジックなラジオ番組の名前でもあり、同時期の1890年代をテーマにしたニューヨークのカフェ「ビルズ・ゲイ・ナインティーズ」(Bill's Gay Nineties)の名前にも使われた。1920年代から1960年代にかけて、映画製作者たちは1890年代にノスタルジックな関心を持っていた。それは、『わたしは別よ』(She Done Him Wrong)、『罪ぢゃないわよ』(Belle of the Nineties)、『いちごブロンド』(The Strawberry Blonde)、『マイ・ギャル・サル』(My Gal Sal)、『ミッキーの青春手帳』(The Nifty Nineties)、『銀色の月明かりの下で』(By the Light of the Silvery Moon)、『ハロー・ドーリー!』(Hello, Dolly!)、『天国は待ってくれる』(Heaven Can Wait)などの映画に見られる。